# Final Fantasy VI
Final Fantasy VI,, còn được biết đến là Final Fantasy III từ việc quảng cáo cho bản phát hành tại Bắc Mỹ đầu tiên vào năm 1994, là một trò chơi điện tử nhập vai được phát triển và xuất bản bởi công ty Nhật Bản Square cho Super Nintendo Entertainment System. Final Fantasy VI là trò chơi thứ sáu trong series và là phần đầu tiên được đạo diễn bởi Kitase Yoshinori và Hiroyuki Ito thay vì nhà sản xuất và nhà sáng lập Hironobu Sakaguchi. Yoshitaka Amano, người cộng tác lâu năm với series Final Fantasy, trở lại với tư cách là nhà thiết kế nhân vật và đóng góp rộng rãi trong việc thiết kế khái niệm trực quan, trong khi đó, nhà soạn nhạc Nobuo Uematsu đã viết những bài hát của trò chơi được phát hành trên một số album soundtrack. Đặt trong một thế giới tưởng tượng với công nghệ tương tự như của cuộc Cách mạng công nghiệp lần thứ hai, câu chuyện của trò chơi được mở rộng bao gồm mười bốn nhân vật chơi được. Cốt truyện mô tả một cuộc nổi loạn chống lại một chế độ độc tài quân sự đang theo đuổi âm mưu phát triển một chủng loài có khả năng sử dụng ma thuật, sử dụng vũ khí hóa học phục vụ cho chiến tranh bành trướng lãnh thổ, đồng thời mô tả về cuộc chiến chống lại khải huyền với thần thánh, những câu chuyện cuộc đời của mỗi nhân vật, sự tái sinh niềm tin từ tuyệt vọng và sự phục hồi của sự sống từ đống tro tàn của chiến tranh.
Sau khi phát hành, Final Fantasy VI nhận được những lời khen ngợi và được coi là một tiền đề mang tính bước ngoặt cho thể loại nhập vai; điển hình là nó được IGN xếp hạng là game nhập vai hay thứ 2 mọi thời đại trong năm 2017. Phiên bản của SNES và PlayStation đã bán được hơn 3.480.000 bản trên toàn thế giới cho đến nay ở dạng một trò chơi độc lập, cũng như hơn 750.000 bản như một phần của Final Fantasy Collection và Final Fantasy Anthology. Final Fantasy VI đã giành được nhiều giải thưởng và được nhiều người coi là một trong những trò chơi video hay nhất mọi thời đại.
Nó đã được phát hành bởi Tose với sự khác biệt nhỏ cho PlayStation của Sony vào năm 1999 và cho Game Boy Advance của Nintendo vào năm 2006, nó cũng được phát hành cho Virtual Console của Wii trong năm 2011. Vào năm 2017, Nintendo đã phát hành lại Final Fantasy VI như một phần của Super NES Classic Edition của công ty. Khi lần đầu được phát hành ở Bắc Mỹ, nó được biết đến với cái tên Final Fantasy III, vì Final Fantasy II, Final Fantasy III và Final Fantasy IV gốc chưa được phát hành bên ngoài Nhật Bản (do đó IV là tựa game thứ hai được phát hành bên ngoài Nhật Bản và VI là thứ ba). Tuy nhiên, hầu hết các bản nội địa sau này đều sử dụng tiêu đề ban đầu.

## Trò chơi
Giống như các phần trước của Final Fantasy, Final Fantasy VI bao gồm bốn chế độ chơi cơ bản: bản đồ thế giới, bản đồ thị trấn và hầm ngục, màn hình chiến đấu và màn hình menu. Bản đồ thế giới là phiên bản thu nhỏ của thế giới hư cấu của trò chơi, người chơi sử dụng để hướng các nhân vật đến nhiều địa điểm khác nhau. Như với hầu hết các trò chơi trong sê-ri, ba phương tiện di chuyển chính trên thế giới là đi bộ, chocobo và khí cầu. Với một vài ngoại lệ theo cốt truyện, kẻ thù thường được bắt gặp ngẫu nhiên trên bản đồ thực địa và trên thế giới khi đi bằng chân. Màn hình menu là nơi người chơi đưa ra quyết định như nhân vật nào sẽ tham gia vào nhóm du hành, trang bị nào họ sử dụng, phép thuật họ học và cấu hình của trò chơi. Nó cũng được sử dụng để theo dõi điểm và cấp độ kinh nghiệm.
Cốt truyện của trò chơi phát triển khi người chơi tiến qua các thị trấn và hầm ngục. Người dân thị trấn sẽ cung cấp thông tin hữu ích và một số cư dân sở hữu cửa hàng vật phẩm hoặc thiết bị. Sau đó trong trò chơi, ghé thăm một số thị trấn nhất định sẽ kích hoạt các nhiệm vụ phụ. Hầm ngục xuất hiện dưới dạng nhiều khu vực, bao gồm hang động, rừng và các tòa nhà. Những hầm ngục này thường có các hòm kho báu chứa các vật phẩm quý hiếm không có sẵn trong hầu hết các cửa hàng. Hầm ngục có thể có các câu đố và mê cung, với một số hầm ngục còn yêu cầu người chơi chia các nhân vật thành nhiều nhóm phải hợp tác với nhau để vượt qua.

### Chiến đấu
Chiến đấu trong Final Fantasy VI dựa trên menu, trong đó người chơi chọn một hành động từ danh sách các tùy chọn như Chiến đấu, Phép thuật và Vật phẩm. Tối đa bốn nhân vật có thể được sử dụng trong các trận chiến, dựa trên hệ thống Active Time Battle (ATB) lần đầu tiên xuất hiện trong Final Fantasy IV. Theo hệ thống này, mỗi nhân vật có một thanh hành động tự bổ sung với tốc độ phụ thuộc vào chỉ số tốc độ của họ. Khi thanh hành động của nhân vật được lấp đầy, người chơi có thể chỉ định một hành động. Ngoài các kỹ thuật chiến đấu tiêu chuẩn, mỗi nhân vật còn sở hữu một khả năng đặc biệt riêng. Ví dụ, Locke sở hữu khả năng đánh cắp vật phẩm từ kẻ thù, trong khi khả năng Runic của Celes cho phép cô hấp thụ hầu hết các đòn tấn công phép thuật cho đến lượt tiếp theo.
Một yếu tố khác trong trận chiến là đánh khô máu, một hình thức tấn công thay thế mạnh mẽ đôi khi xuất hiện khi lượng máu của nhân vật thấp. Các tính năng tương tự xuất hiện trong các tựa game Final Fantasy sau này dưới nhiều tên khác nhau, bao gồm Limit Break, Trances và Overdrive. Các nhân vật được thưởng cho các trận chiến thắng với điểm kinh nghiệm và tiền bạc, được gọi là gil (Gold Piece (GP) trong bản Bắc Mỹ gốc). Khi nhân vật đạt được một số điểm kinh nghiệm nhất định, họ sẽ đạt được cấp độ, điều này làm tăng chỉ số của họ. Một người chơi bổ sung có thể chơi trong các tình huống chiến đấu, với sự kiểm soát của từng nhân vật được chỉ định từ menu cấu hình.

### Tùy biến
Các nhân vật trong Final Fantasy VI có thể được trang bị nhiều loại vũ khí, áo giáp và đặc biệt là mục này, các phụ kiện mạnh mẽ được gọi là "Thánh tích". Vũ khí và áo giáp tăng khả năng chiến đấu chủ yếu bằng cách tăng chỉ số và thêm hiệu ứng có lợi cho các cuộc tấn công. Thánh tích có nhiều cách sử dụng và hiệu ứng khác nhau, gần như hoàn toàn có thể hoán đổi cho nhau giữa các thành viên trong nhóm và được mở rộng một cách tinh vi để thay đổi các lệnh chiến đấu cơ bản và vượt quá giới hạn bình thường của hệ thống trò chơi.
Mặc dù trong Final Fantasy VI, chỉ có hai nhân vật có thể chơi bắt đầu trò chơi với khả năng sử dụng phép thuật, nhưng ma thuật sau đó có thể được dạy cho hầu hết các nhân vật có thể chơi khác thông qua Magicite và các Esper. "Các Esper" là hóa thân của những vị thần, những sinh vật quái dị mạnh mẽ được triệu hồi, nhiều trong số đó đang tái diễn trong toàn bộ series, như Ifrit, Shiva, Bahamut và Odin. Bên cạnh những nhân vật xuất hiện ở phần trước, Final Fantasy VI còn có tổng cộng khoảng hai chục nhân vật mới, được bổ sung thêm trong những phiên bản sau.
Bối cảnh và cốt truyện của trò chơi xoay quanh các Esper và phần còn lại của chúng khi đã chết, được gọi là "Magicite". Mỗi mảnh phép thuật có một bộ phép thuật cụ thể mà một nhân vật có thể học được khi họ được trang bị nó trong menu. Ngoài ra, một số mảnh phép thuật cấp thêm chỉ số cho nhân vật khi họ đạt được cấp độ. Cuối cùng, khi một nhân vật trang bị một mảnh phép thuật, họ có thể triệu hồi Esper tương ứng trong trận chiến.

## Cốt truyện

### Bối cảnh
Thay vì đặt bối cảnh giả tưởng thời trung cổ đặc trưng trong các tựa game Final Fantasy trước đây, Final Fantasy VI lấy bối cảnh ở một thế giới cũng có những ảnh hưởng steampunk. Cấu trúc của xã hội tương tự như nửa sau của thế kỷ 19, với opera và mỹ thuật đóng vai trò là mô típ định kỳ trong suốt trò chơi, và trình độ công nghệ có thể so sánh với Cách mạng Công nghiệp lần thứ hai. Trong nửa đầu của trò chơi, hành tinh này được gọi là Thế giới cân bằng, và được chia thành ba lục địa tươi tốt. Lục địa phía bắc bị đâm thủng bởi một loạt các dãy núi, lục địa phía nam hầu hết bị khuất phục bởi Đế chế Gestahl tàn ác, và lục địa phía đông là quê hương của Veldt, một vùng đất hoang dã rộng lớn có nhiều quái vật từ khắp nơi trên thế giới. Một sự kiện ngày tận thế giữa game biến hành tinh thành Thế giới hủy hoại; các vùng đất khô cằn của nó bị phá vỡ thành nhiều hòn đảo bao quanh một lục địa lớn hơn.
Trò chơi đề cập đến một cuộc xung đột được gọi là "Cuộc chiến pháp sư", xảy ra một nghìn năm trước khi trò chơi bắt đầu. Trong cuộc xung đột này, ba thực thể gây chiến được gọi là "Bộ ba chiến tranh" đã sử dụng con người vô tội làm lính bằng cách biến họ thành những sinh vật ma thuật nô lệ được gọi là Esper. Bộ ba nhận ra những việc làm sai trái của họ; họ giải phóng các esper và phong ấn sức mạnh của chính họ bên trong ba bức tượng đá. Để phòng ngừa, các esper đã phong ấn cả ba bức tượng và chính họ khỏi vương quốc của con người. Khái niệm ma thuật dần dần biến thành huyền thoại khi loài người xây dựng một xã hội phát triển khoa học và công nghệ. Mở đầu trò chơi, Đế quốc đã tận dụng rào cản suy yếu giữa con người và esper, bắt giữ một số esper trong quá trình này. Sử dụng các esper này làm nguồn năng lượng, Đế quốc đã tạo ra "Magitek", một dạng gia công kết hợp phép thuật với máy móc (bao gồm cả bộ binh cơ khí) và truyền cho con người sức mạnh ma thuật. Đế quốc bị chống đối bởi The Returners, một tổ chức phản loạn đang tìm cách giải phóng những vùng đất bị khuất phục.

### Nhân vật
Final Fantasy VI có mười bốn nhân vật có thể chơi, nhiều nhất trong loạt game Final Fantasy, cũng như một số nhân vật phụ chỉ được người chơi điều khiển trong một thời gian ngắn. Nhân vật khởi đầu, Terra Branford, là một cô gái nửa người nửa esper, người đã bị thao túng phần lớn cuộc đời của mình làm nô lệ cho Đế chế do bị gắn thiết bị kiểm soát tâm trí và không biết gì về tình yêu. Các nhân vật chính khác bao gồm Locke Cole, một thợ săn kho báu sống bằng tình cảm luôn xả thân hết mình vì phụ nữ; Celes Chere, một cựu Đại tướng của Đế chế, người đã gia nhập The Returners sau một quãng thời gian bị tù đày vì bị nghi ngờ là phản bội Đế quốc; Edgar Roni Figaro, vị vua của một vương quốc nằm giữa sa mạc hết lòng yêu nước thương dân nhưng cũng có phần dại gái, người tuyên bố trung thành với Đế quốc trong khi bí mật cung cấp viện trợ cho The Returners; Sabin Rene Figaro, em trai của Edgar, người đã rời khỏi vương quốc, từ bỏ tước hiệu hoàng gia cao quý để phiêu bạt giang hồ; Cyan Garamonde, một võ sĩ samurai trung thành của vương quốc Doma, người đã mất gia đình và bạn bè khi Kefka đầu độc nguồn cung cấp nước của vương quốc; Setzer Gabbiani, một kẻ nghiện cờ bạc đỏ đen, kẻ khoái tìm cảm giác mạnh và là chủ sở hữu của chiếc khinh khí cầu duy nhất được biết đến trên thế giới; Shadow một lính đánh thuê ninja sẵn sàng chiến đấu cho cả Đế quốc và The Returners(miễn là bạn trả cho hắn tiền đủ nuôi con chó của hắn); Relm Arrowny, một họa sĩ nhi đồng được ban nhiều thiên phú; Strago Magus, ông ngoại của Relm và là một Pháp sư xanh; Gau, một đứa trẻ hoang dã sống ở giữa thiên nhiên hoang dã từ khi còn nhỏ trên Veldt; Mog, một Moogle  bé nhỏ đến từ mỏ Narshe; Umaro, một yeti man rợ nhưng trung thành với Mog cũng đến từ Narshe, đã nói chuyện về việc gia nhập The Returners thông qua sự thuyết phục của Mog; và Gogo, một bậc thầy bí ẩn, hoàn toàn có tài lẻ về nghệ thuật bắt chước.
Hầu hết các nhân vật chính trong trò chơi đều có ác cảm đáng kể với Đế quốc và đặc biệt là Kefka Palazzo, kẻ đóng vai trò là một trong những nhân vật phản diện chính của trò chơi cùng với Hoàng đế Gestahl. Gã hề Kefka đã trở thành nguyên mẫu thử nghiệm đầu tiên của một dòng binh lính được trao quyền phép thuật gọi là Kị sĩ Magitek, khiến hắn trở nên điên cuồng; hành động của hắn trong suốt trò chơi phản ánh bản chất mất trí của hắn.  Nhân vật phụ Ultros đóng vai trò là một nhân vật phản diện với mục đích tấu hài là chính và khá vô tích sự, xấu trai, biến thái và ảo tưởng. Một số ít các nhân vật đã xuất hiện trở lại trong các trò chơi sau này. Final Fantasy SGI, một bản demo ngắn được sản xuất cho máy trạm Silicon Graphics Onyx, nổi bật với các kết xuất 3D dựa trên hình dạng đa giác của Locke, Terra và Shadow.
Các nhân vật phụ chơi được khác có thể kể đến là Banon, thủ lĩnh của tổ chức The Returners, người có tầm ảnh hưởng khá lớn đến quyết định gia nhập tổ chức của Terra cũng như là các hoạt động bí mật của tổ chức trong giai đoạn Thế giới cân bằng; Leo - đại tướng da màu của Đế quốc, trái ngược với bản chất tàn bạo của nó, ông là một người có trái tim nhân ái, không muốn xâm chiếm một quốc gia khác một cách tàn nhẫn, thủ đoạn như những gì mà Kefka làm, dẫu biết bản chất tàn bạo của Đế quốc nhưng ông vẫn trung thành với hoàng đế đến phút cuối cùng, ông cũng là người dạy cho Terra biết thế nào là tình yêu, lẽ phải, tuy thời gian ông trò chuyện với Terra là ngắn ngủi nhưng cũng đủ để lại cho Terra ấn tượng khó phai trong trái tim cô.

### Câu chuyện
Tại thị trấn Narshe, Terra tham gia vào một nhiệm vụ của Đế quốc để chiếm lấy một Esper mạnh mẽ được bọc trong băng. Khi xác định vị trí của nó, một phản ứng ma thuật xảy ra giữa Terra và Esper; kết quả là, những người lính đi cùng với Terra bị mất tích bí ẩn và Terra bị bất tỉnh. Khi tỉnh dậy, Terra được thông báo rằng Đế quốc đã sử dụng một thiết bị gọi là "vương miện nô lệ" để kiểm soát hành động của cô. Khi vương miện được gỡ bỏ, Terra không thể nhớ bất cứ điều gì ngoài tên và khả năng hiếm có của cô là sử dụng phép thuật. Sau đó, Terra được giới thiệu với một tổ chức được gọi là "The Returners", tổ chức mà cô đồng ý giúp đỡ trong cuộc cách mạng chống lại Đế quốc. The Returners biết rằng những người lính của Đế quốc, do Kefka lãnh đạo, đang lên kế hoạch cho một nỗ lực khác nhằm chiếm lấy Esper bị đóng băng. Sau khi đẩy lùi cuộc tấn công của Kefka, Terra trải qua một phản ứng ma thuật khác với Esper bị đóng băng; cô biến thành một sinh vật giống như một Esper và bay đến một lục địa khác. Khi định vị được Terra, cả nhóm phải đối mặt với một Esper tên Ramuh, người thông báo cho nhóm rằng Terra có thể cần sự trợ giúp của một Esper khác bị giam cầm tại thành phố thủ đô Vector của Đế quốc.
Tại Vector, nhóm cố gắng giải cứu một số Esper; tuy nhiên, các Esper đã chết từ các thí nghiệm Magitek và thay vào đó chọn hiến mạng sống cho nhóm bằng cách biến thành Magicite. Cả nhóm quay trở lại Terra và quan sát phản ứng giữa cô và ma thần "Maduin". Phản ứng làm dịu Terra và khôi phục trí nhớ của cô; cô tiết lộ rằng cô là đứa trẻ nửa người, nửa người Esper của Maduin và một người phụ nữ. Với tiết lộ này, The Returners yêu cầu Terra thuyết phục các Esper tham gia vào sự nghiệp của họ. Để làm điều này, cô đi đến cánh cổng kín giữa thế giới con người và Esper. Tuy nhiên, một cách âm thầm kín kẽ, Đế quốc cũng đã lợi dụng Terra để có quyền truy cập vào thế giới của Esper. Ở đó, Hoàng đế Gestahl và Kefka lấy lại những bức tượng của Bộ ba Chiến tranh, tạo ra một vùng đất được gọi là Lục địa nổi. Cả nhóm đối đầu với Hoàng đế Gestahl và Kefka tại Lục địa nổi, trong đó Kefka giết chết Gestahl. Kefka sau đó làm căng với sự liên kết của các bức tượng, làm đảo lộn sự cân bằng của ma thuật và phá hủy hầu hết bề mặt của thế giới.
Một năm sau, Celes thức dậy trên một hòn đảo hoang vắng. Cô biết rằng Kefka đang sử dụng ba bức tượng để thống trị thế giới như một vị thần, và hành động của hắn đã khiến tất cả sự sống dần dần khô héo. Sau khi Celes tìm thấy đồng đội đã mất của mình, họ quyết định đối đầu với Kefka và chấm dứt triều đại của hắn. Khi Kefka bị giết và các bức tượng bị phá hủy, ma thuật và các Esper biến mất khỏi thế giới, nhưng Terra có thể sống sót bởi vì có một phần trái tim của con người. Thế giới tuy đã bị tàn phá nặng nề nhưng có triển vọng phục hồi dần những gì đã mất.

## Phát triển

### Sự sáng tạo
Final Fantasy VI bắt đầu phát triển sau khi phát hành Final Fantasy V tiền nhiệm vào tháng 12 năm 1992. Sự phát triển của trò chơi chỉ mất một năm để hoàn thành. Người sáng tạo và giám đốc sê-ri Sakaguchi Hironobu không thể tham gia mật thiết như trong các phần trước do các dự án khác của ông và  thăng chức Phó chủ tịch điều hành của công ty vào năm 1991. Vì lý do đó, ông trở thành nhà sản xuất và phân chia trách nhiệm đạo diễn Final Fantasy VI cho Yoshinori Kitase và Hiroyuki Ito: Kitase phụ trách sản xuất sự kiện và kịch bản, trong khi Ito xử lý tất cả các khía cạnh chiến đấu. Sakaguchi giám sát các phân cảnh của Kitase và đảm bảo rằng dự án sẽ kết hợp lại với nhau. Ý tưởng đằng sau câu chuyện trong Final Fantasy VI là mọi nhân vật đều là nhân vật chính. Tất cả các thành viên của nhóm phát triển đã đóng góp ý tưởng cho các nhân vật của họ cho cốt truyện tổng thể trong những gì Kitase mô tả là một "tập hợp lai".  Do đó, Terra và Locke được Sakaguchi nghĩ ra; Celes và Gau là của Kitase; Shadow và Setzer của đạo diễn đồ họa Tetsuya Nomura; và Edgar và Sabin của nhà thiết kế đồ họa hiện trường Kaori Tanaka. Sau đó, nhiệm vụ của Kitase là hợp nhất tiền đề câu chuyện do Sakaguchi cung cấp với tất cả các ý tưởng riêng lẻ cho các tập phim của nhân vật để tạo ra một câu chuyện gắn kết. Kịch bản của Final Fantasy VI được viết bởi một nhóm bốn hoặc năm người, trong đó có Kitase, người đã cung cấp các yếu tố chính của câu chuyện, như cảnh opera và nỗi buồn của Celes, cũng như tất cả các lần xuất hiện của Kefka.
Ý tưởng thiết kế nhân vật của nhà thiết kế chính Yoshitaka Amano đã trở thành nền tảng cho các mô hình video chuyển động đầy đủ được sản xuất cho bản phát lại PlayStation của trò chơi. Tetsuya Takahashi, một trong những đạo diễn đồ họa, đã vẽ nên bộ giáp Magitek của Đế quốc được nhìn thấy trong cảnh mở màn. Bằng cách đó, anh ta đã bỏ qua ý định của Sakaguchi để sử dụng lại các thiết kế thông thường từ những nơi khác trong trò chơi. Nghệ thuật sprite cho sự xuất hiện trong trò chơi của các nhân vật được vẽ bởi Kazuko Shibuya. Mặc dù trong các phần trước, các họa tiết ít chi tiết hơn trên bản đồ so với trong trận chiến, Final Fantasy VI có độ phân giải cao không kém bất kể màn hình. Điều này cho phép sử dụng các hình ảnh động mô tả một loạt các chuyển động và nét mặt. Mặc dù đây không phải là game đầu tiên sử dụng đồ họa Mode 7 của Super NES, Final Fantasy VI đã sử dụng chúng rộng rãi hơn so với các phiên bản trước. Chẳng hạn, không giống như cả Final Fantasy IV và Final Fantasy V, bản đồ thế giới được hiển thị ở Chế độ 7, cho thấy một góc nhìn ba chiều trong một trò chơi hai chiều.

### Bản địa hóa
Bản nội địa gốc của Bắc Mỹ và phát hành Final Fantasy VI của Square cho Super NES có một số thay đổi so với phiên bản gốc của Nhật Bản. Rõ ràng nhất trong số này là việc thay đổi tiêu đề của trò chơi từ Final Fantasy VI sang Final Fantasy III; bởi vì chỉ có hai trò chơi trong sê-ri đã được bản địa hóa ở Bắc Mỹ vào thời điểm đó, Final Fantasy VI được phân phối dưới dạng Final Fantasy III để duy trì tính liên tục của việc đặt tên. Không giống như Final Fantasy IV (lần đầu tiên được phát hành ở Bắc Mỹ với tên Final Fantasy II), không có thay đổi lớn nào về lối chơi, mặc dù có một số thay đổi về nội dung và điều chỉnh biên tập trong kịch bản tiếng Anh. Trong một cuộc phỏng vấn tháng 1 năm 1995 với tạp chí Super Play, dịch giả Ted Woolsey đã giải thích rằng "có một mức độ vui chơi và... tình dục nhất định trong các trò chơi Nhật Bản mà không tồn tại ở đây [ở Hoa Kỳ], về cơ bản là do Nintendo của Mỹ  đề ra ' quy tắc và hướng dẫn ". Do đó, đồ họa phản cảm (ví dụ ảnh khoả thân) đã bị kiểm duyệt và các biểu tượng xây dựng trong thị trấn đã được thay đổi (chẳng hạn như Bar được đổi thành Café), cũng như các ám chỉ tôn giáo (ví dụ: phép Holy được đổi tên thành Pearl).
Ngoài ra, một số ám chỉ trực tiếp đến cái chết, hành động giết chóc và biểu hiện bạo lực, cũng như những lời lẽ xúc phạm đã được thay thế bằng những biểu hiện nhẹ nhàng hơn. Ví dụ, sau khi Edgar, Locke và Terra chạy trốn trên những con chocobos từ lâu đài Figaro, Kefka ra lệnh cho hai binh sĩ Magitek bọc thép đuổi theo họ bằng cách hét lên "Lên! GIẾT CHÚNG!" trong phiên bản tiếng Nhật. Bản sửa đổi được sửa là "Lên! Bắt lấy chúng". Ngoài ra, khi Quân đội Đế quốc đốt lâu đài Figaro và Edgar tuyên bố rằng Terra không hề giấu trong lâu đài, Kefka trả lời "Sau đó nhà ngươi có thể bị thiêu chết" trong phiên bản tiếng Nhật, được thay thế bằng phiên bản tiếng Anh bằng cách "Xác định là nhà ngươi chuẩn bị thành món thịt nướng nhé!". Tương tự, khi những người lính Magitek trơ mắt đứng nhìn Edgar và những vị khách của anh ta trốn thoát trên Chocobos, Kefka chửi thề bằng tiếng Nhật, được Ted Woolsey dịch là "Thằng ranh con của tàu ngầm!". Bản địa hóa cũng có các thay đổi đối với một số tên, chẳng hạn như "Tina" được đổi thành "Terra". Cuối cùng, các tệp văn bản hội thoại phải được rút ngắn do không gian lưu trữ dữ liệu hạn chế có sẵn trên bộ nhớ chỉ đọc của hộp mực trò chơi. Kết quả là, những thay đổi bổ sung đã được đưa ra cho cuộc đối thoại để nén nó vào không gian có sẵn.
Bản phát hành lại PlayStation chỉ có những thay đổi nhỏ đối với bản địa hóa tiếng Anh. Tiêu đề của trò chơi đã được hoàn nguyên thành Final Fantasy VI từ Final Fantasy III, để thống nhất sơ đồ đánh số ở Bắc Mỹ và Nhật Bản với việc phát hành Final Fantasy VII trước đó. Một vài tên vật phẩm và nhân vật đã được điều chỉnh, như trong bản mở rộng "Fenix Down" thành "Phoenix Down". Không giống như phiên bản PlayStation phát hành lại Final Fantasy IV có trong phần tổng hợp Final Fantasy Chronicles sau này, kịch bản về cơ bản không thay đổi. Bản phát hành lại của Game Boy Advance có bản dịch mới của một dịch giả khác, Tom Slattery. Bản dịch này bảo tồn hầu hết các tên nhân vật, tên vị trí và thuật ngữ từ bản dịch Woolsey, nhưng đã thay đổi tên vật phẩm và chính tả để phù hợp với các quy ước được sử dụng trong các tiêu đề gần đây trong sê-ri. Kịch bản sửa đổi đã bảo tồn một số dòng kỳ quặc nhất định từ bản gốc trong khi thay đổi hoặc chỉnh sửa các dòng khác, và nó đã xóa đi những điểm nhầm lẫn nhất định trong bản dịch gốc. Bản phát hành Wii Virtual Console đã sử dụng tên Final Fantasy III của trò chơi SNES.

### Âm nhạc
Nhạc nền cho Final Fantasy VI được sáng tác bởi người làm việc lâu dài cho sê-ri Nobuo Uematsu. Điểm số bao gồm các chủ đề cho từng nhân vật và địa điểm chính, cũng như âm nhạc cho các trận chiến tiêu chuẩn, chiến đấu với kẻ thù trùm và cho các đoạn cắt cảnh đặc biệt. " Aria di Mezzo Carattere " là một trong những bản nhạc thiết kế sau cùng, được chơi trong một đoạn cắt cảnh liên quan đến một buổi biểu diễn opera. Bản nhạc này là một tập hợp "giọng nói" khó hiểu, hòa hợp với giai điệu, vì những hạn chế về kỹ thuật đối với chip định dạng âm thanh SPC700 đã ngăn cản việc sử dụng một giọng hát thực tế (mặc dù một số nhà phát triển cuối cùng đã tìm ra cách khắc phục giới hạn vài năm sau đó). Album nhạc giao hưởng của Final Fantasy VI Grand Finale có phiên bản sắp xếp của aria, sử dụng lời bài hát tiếng Ý được thể hiện bởi Svetla Krasteva với phần đệm của nhạc giao hưởng. Phiên bản này cũng được tìm thấy trong video chuyển động đầy đủ trong phần kết thúc game của bản phát hành lại PlayStation của Sony của trò chơi, với cùng một lời bài hát nhưng cách sắp xếp âm nhạc khác nhau. Ngoài ra, album Orchestral Game Concert 4 bao gồm một phiên bản mở rộng của vở opera do Kōsuke Onozaki sắp xếp và thực hiện bởi Dàn nhạc Giao hưởng Tokyo, với Wakako Aokimi, Tetsuya no, và Hiroshi Kuroda về giọng hát. Nó cũng được trình diễn tại buổi hòa nhạc "More Friends"  tại Nhà hát vòng tròn Gibson năm 2005 bằng cách sử dụng bản dịch tiếng Anh mới của lời bài hát, một album hiện đã có. "Dancing Mad", kèm theo trận chiến cuối cùng của trò chơi với Kefka, có chiều dài 17 phút và có chứa một cơ quan Cadenza, với các biến thể trên chủ đề của Kefka. "Chủ đề kết thúc" kết hợp mọi chủ đề nhân vật có thể chơi thành một tác phẩm kéo dài hơn 21 phút.
Nguyên bản ban đầu được phát hành trên ba đĩa Compact tại Nhật Bản là Final Fantasy VI: Original Sound Version. Một phiên bản của album này sau đó đã được phát hành ở Bắc Mỹ với tên Final Fantasy III: Kefka's Domain, phiên bản của album này giống với phiên bản tiếng Nhật của nó, ngoại trừ cách bố trí khác nhau và sự khác biệt nhỏ trong cách dịch một số tên bài hát giữa album và phiên bản mới hơn. Ngoài ra, Final Fantasy VI: Grand Finale có mười một bản nhạc từ trò chơi, được sắp xếp bởi Shirō Sagisu và Tsuneyoshi Saito và được trình diễn bởi Consemble Archi Della Scala và Dàn nhạc Sinfonica di Milano (Dàn nhạc giao hưởng Milan). Piano collection: Final Fantasy VI, một album được sắp xếp thứ hai, có mười ba bản nhạc từ trò chơi, được trình bày bằng piano bởi Reiko Nomura. Gần đây hơn, "Dancing Mad", nhạc chủ đề trận chiến cuối cùng từ Final Fantasy VI, đã được trình diễn tại Play! A Video Game Symphony ở Stockholm, Thụy Điển vào ngày 2 tháng 6 năm 2007, bởi nhóm Machinae Supremacy.
Ban nhạc rock trước đây của Nobuo Uematsu, The Black Mages, đã phát hành một phiên bản nhạc kim loại cải tiến của Dancing Mad trong album đầu tiên cùng tên của họ vào năm 2003. Album thứ ba của họ, phụ đề Darkness và Starlight, được đặt tên theo ca khúc ra mắt: phiên bản nhạc rock của toàn bộ vở opera từ FFVI, bao gồm cả Claire di Mezzo Carattere do Etsuyo Ota biểu diễn.
Vào năm 2012, một chiến dịch Kickstarter cho OverClocked ReMix đã được tài trợ ở mức 153.633 đô la để tạo ra một album gồm nhiều đĩa CD phối lại các bản nhạc từ Final Fantasy VI. Andrew Aversa đã chỉ đạo việc tạo ra album, Balance and Ruin, bao gồm 74 bài hát của 74 nghệ sĩ, mỗi người có phong cách độc đáo riêng. Album miễn phí và có sẵn tại trang web OverClocked ReMix.

## Phát hành lại
Bản mẫu:Video game release table

### PlayStation
Final Fantasy VI đã được Tose chuyển sang PlayStation và phát hành lại ở Nhật Bản và Bắc Mỹ vào năm 1999. Ở Nhật Bản, nó đã có sẵn trong cả bản phát hành độc lập và là một phần của Final Fantasy Collection, trong khi ở Bắc Mỹ, nó chỉ có sẵn như là một phần của Final Fantasy Anthology. Ở châu Âu, nó chỉ được bán dưới dạng phát hành độc lập. Năm mươi nghìn bản phiên bản giới hạn cũng được phát hành tại Nhật Bản và bao gồm nhạc đồng hồ báo thức mang tên Final Fantasy.
Bản Final Fantasy VI trên PlayStation là rất giống với bản gốc tiếng Nhật Super Famicom phát hành. Ngoại trừ việc bổ sung hai đoạn mở đầu và kết thúc video chuyển động đầy đủ và hiệu ứng chuyển tiếp màn hình mới được sử dụng cho bắt đầu và kết thúc trận chiến, đồ họa, âm nhạc và âm thanh không thay đổi so với phiên bản gốc. Những thay đổi đáng chú ý duy nhất về lối chơi (ngoài thời gian tải không có trong các phiên bản hộp mực) liên quan đến việc sửa một vài lỗi phần mềm từ bản gốc và thêm tính năng "lưu bản ghi nhớ" mới, cho phép người chơi nhanh chóng lưu tiến trình của họ RAM của PlayStation. Việc tái phát hành bao gồm các tính năng đặc biệt khác, chẳng hạn như một quái vật và một phòng trưng bày tác phẩm nghệ thuật. Vào ngày 18 tháng 12 năm 2012, bản port đã được phát hành lại như là một phần của gói Final Fantasy 25th Anniversary Ultimate Box tại Nhật Bản.
Final Fantasy VI đã được phát hành lại dưới dạng PSone Classic tại Nhật Bản vào ngày 20 tháng 4 năm 2011 và tại các lãnh thổ PAL vào ngày 2 tháng 6 năm 2011  Nó được phát hành ở Bắc Mỹ vào ngày 6 tháng 12 năm 2011 

### Máy chơi game Nintendo
Sau PlayStation, Tose sau đó chuyển trò chơi sang Game Boy Advance, trên đó nó được phát hành dưới dạng Final Fantasy VI Advance. Nó được phát hành tại Nhật Bản bởi Square Enix vào ngày 30 tháng 11 năm 2006, với việc Nintendo xuất bản ở Bắc Mỹ vào ngày 5 tháng 2 năm 2007 và tại Châu Âu vào ngày 6 tháng 7  Đây là game cuối cùng được phát hành trên Game Boy Advance ở châu Á, cũng là game cuối cùng được Nintendo phát hành trên hệ thống. Nó bao gồm các tính năng chơi trò chơi bổ sung, hình ảnh được cải thiện một chút và bản dịch mới tuân theo các quy ước đặt tên của Nhật Bản cho các phép thuật và quái vật. Tuy nhiên, nó không có các video chuyển động hoàn toàn từ phiên bản PlayStation của trò chơi. Bốn esper mới xuất hiện trong Advance: Leviathan, Gilgamesh, Cactuar và Diabolos. Hai khu vực mới bao hầm ngục Hang ổ của loài rồng, nơi Kaiser Dragon cư ngụ, một quái vật được mã hóa, nhưng không có trong bản gốc và "Đền Linh hồn", nơi người chơi có thể chiến đấu với quái vật liên tục. Ba phép thuật mới cũng xuất hiện và một số lỗi từ bản gốc đã được sửa. Ngoài ra, tương tự như các bản phát hành lại của Final Fantasy, cả nhật ký hành trình lẫn trình phát nhạc đều xuất hiện ở menu. Ngay cả trong phiên bản tiếng Nhật, trình phát nhạc vẫn để tiếng Anh và sử dụng tên tiếng Mỹ. Gói này có tác phẩm nghệ thuật mới của nhà thiết kế kỳ cựu và nhân vật gốc và nhà thiết kế hình ảnh Yoshitaka Amano.
Phiên bản Super Famicom ban đầu được phát hành cho Virtual Console của Wii tại Nhật Bản vào ngày 15 tháng 3 năm 2011, tại các nước thuộc lãnh thổ PAL (Châu Âu và Úc) vào ngày 18 tháng 3 năm 2011 và tại Bắc Mỹ vào ngày 30 tháng 6 năm 2011  Trò chơi được phát hành ở phương Tây với tựa game Final Fantasy III gốc Bắc Mỹ. Phiên bản Super Famicom sau đó đã được phát hành trên Wii U Virtual Console tại Nhật Bản. Vào ngày 22 tháng 12 năm 2015, Square Enix đã phát hành phiên bản Game Boy Advance trên Bảng điều khiển ảo Wii U tại Nhật Bản.
Nintendo phát hành lại Final Fantasy VI trên toàn thế giới vào tháng 9 năm 2017 như là một phần của Super NES / Super Famicom Classic Edition của công ty.

### Nền tảng di động và PC
Các bản của Final Fantasy VI cho hệ điều hành di động Android và iOS đã được công bố vào năm 2013. Các phiên bản trò chơi được tối ưu hóa cho thiết bị di động đã được phát hành trên Android vào ngày 15 tháng 1 năm 2014, và iOS vào ngày 6 tháng 2 năm 2014  với các điều khiển phù hợp với thiết bị di động và lưu các tính năng, nhưng vẽ lại, đồ họa hơi mờ.
Trong bản Windows PC, bản thân nó là phiên bản của Android, đã được phát hành cho Windows PC thông qua Steam vào ngày 16 tháng 12 năm 2015. Bản phát hành Steam có các điều khiển được tối ưu hóa cho PC, thành tích Steam và thẻ giao dịch.

## Đón nhận

### Thời điểm mới ra mắt
Final Fantasy VI đã nhận được sự hoan nghênh quan trọng và đã thành công về mặt thương mại tại Nhật Bản khi phát hành. Vào giữa năm 1994, bộ phận công khai của Square đã báo cáo rằng trò chơi đã bán được 2,55 triệu bản tại Nhật Bản. Tại Hoa Kỳ, nơi nó được bán vào quý cuối năm 1994, nó đã trở thành game SNES bán chạy thứ tám trong năm; mặc dù vậy, nó không phải là một thành công thương mại trong khu vực đó, theo Sakaguchi. Tính đến ngày 31 tháng 3 năm 2003, trò chơi đã xuất xưởng 3,48 triệu bản trên toàn thế giới, với 2,62 triệu bản được xuất xưởng tại Nhật Bản và 860.000 bản tại nước ngoài. Final Fantasy Collection đã bán được hơn 400.000 bản vào năm 1999, khiến nó trở thành bản phát hành bán chạy thứ 31 trong năm đó tại Nhật Bản. Final Fantasy Anthology đã bán được khoảng 364.000 bản tại Bắc Mỹ. Final Fantasy VI Advance đã bán được hơn 223.000 bản tại Nhật Bản vào cuối năm 2006, một tháng sau khi phát hành.
GamePro đánh giá 4,5 trên 5 về đồ họa và 5.0 hoàn hảo về âm thanh, điều khiển và yếu tố vui nhộn, nói rằng "các nhân vật, cốt truyện và các tình huống đa lựa chọn đều kết hợp để tạo thành một trò chơi tuyệt vời!"  Bốn nhà phê bình của Electronic Gaming Weekly đã cho nó điểm số cao nhất là 9 trên 10 và giải thưởng "Trò chơi của tháng", nhận xét rằng nó đã đặt ra tiêu chuẩn mới cho sự xuất sắc trong game nhập vai. Họ đặc biệt ca ngợi đồ họa, âm nhạc và sự tham gia cảm xúc mạnh mẽ của câu chuyện. Nó đã giành được một số giải thưởng từ Electronic Gaming Weekly trong các giải thưởng trò chơi video năm 1994 của họ, bao gồm Trò chơi nhập vai hay nhất, Trò chơi nhập vai hay nhất Nhật Bản và Âm nhạc hay nhất cho Trò chơi dựa trên hộp mực. Ngoài ra, họ xếp hạng trò chơi thứ chín trong danh sách năm 1997 của họ về 100 trò chơi console hay nhất mọi thời đại.  Famitsu đã ghi được 37 trên 40 điểm, khiến nó trở thành một trong hai trò chơi được đánh giá cao nhất năm 1994 (cùng với Racer Racer).  Về phần mình, Nintendo Power tuyên bố trò chơi là "game nhập vai của thập kỷ", chú ý đến âm thanh và đồ họa được cải tiến so với các phiên bản trước và phạm vi chủ đề mở rộng của trò chơi. Hơn nữa, họ cho rằng "với rất nhiều câu chuyện và sự biến thể của trò chơi... người hâm mộ có thể bị lạc trong thế giới hàng tháng liền". Nintendo Power cũng cho rằng cốt truyện trò chơi "không đặc biệt sáng tạo" và "câu chuyện thường rất buồn cười và không được viết cho thị hiếu Mỹ".
Vào năm 1997, Nintendo Power đã xếp nó là trò chơi vĩ đại thứ tám của Nintendo, nói rằng "có tất cả mọi thứ bạn có thể muốn: các anh hùng, các sự kiện phá hủy thế giới, ma thuật, ác quỷ vô tâm và chú chó tuyệt vời Interceptor!"  Cùng năm, GamePro cho biết "vẫn là một trong những game nhập vai thú vị, sáng tạo và đầy thách thức nhất cho đến nay."  Năm 1996, Thế hệ tiếp theo cho biết cảnh mà Terra chăm sóc một ngôi làng trẻ mồ côi "có lẽ có thể được đặt tên một cách an toàn là giờ tốt nhất của loạt phim... không có loạt trò chơi nào khác giải quyết được những vấn đề lớn như vậy, hoặc đạt đến mức độ cảm xúc như vậy độ sâu và độ phức tạp."

### Nhìn lại
Final Fantasy Collection nhận được 54 trên 60 điểm từ Weekly Famitsu, được ghi bởi một nhóm gồm sáu người đánh giá. IGN mô tả đồ họa của PlayStation phát hành lại là "đẹp và lộng lẫy", phản ánh rằng, tại thời điểm phát hành, " Final Fantasy III...   đại diện cho tất cả mọi thứ một game nhập vai nên ", truyền cảm hứng cho các hệ thống tăng trưởng chỉ số mà sau này sẽ ảnh hưởng đến các tựa game như Wild Arms và Suikoden. Hơn nữa, họ ca ngợi lối chơi và cốt truyện của nó, cho rằng những khía cạnh này chiếm "tất cả  ... các khái niệm RPG trước đó và đã đưa ra một thứ hoàn toàn mới hoặc tinh chỉnh chúng đủ để biến chúng thành của riêng mình ", tạo ra một bầu không khí trong đó" [người chơi] sẽ không gặp khó khăn khi vượt qua đồ họa đơn giản hoặc dường như - quy ước chơi trò chơi ngày và tham gia ". RPGamer đã đánh giá hoàn hảo cho cả trò chơi gốc và phát hành lại PlayStation của nó, với lý do lối chơi của nó là "đủ tự giải thích để hầu hết mọi người chơi có thể chọn trò chơi và tùy chỉnh thiết bị của nhân vật", đồng thời ca ngợi âm nhạc của nó là "Kiệt tác 16 bit ".
Bản phát hành của trò chơi dành cho Game Boy Advance cũng nhận được nhiều lời khen ngợi. Bản phát hành lại Game Boy Advance được đặt tên là trò chơi Game Boy Advance hay thứ tám mọi thời đại trong tính năng của IGN phản ánh tuổi thọ dài của Game Boy Advance. Final Fantasy VI thường được coi là một trong những tựa game hay nhất trong sê-ri và là một trong những trò chơi video nhập vai hay nhất từng được tạo ra cho nhiều trang web. Độc giả của tạp chí Famitsu Nhật Bản đã bình chọn đây là trò chơi hay thứ 25 mọi thời đại. Trong phiên bản cập nhật của danh sách "Top 100" năm 2007, IGN đã xếp hạng Final Fantasy VI là game hàng đầu thứ chín mọi thời đại, trên tất cả các game Final Fantasy khác trong sê-ri. Họ tiếp tục trích dẫn sự phát triển nhân vật của trò chơi, và đặc biệt ghi nhận Kefka là "một trong những kẻ xấu đáng nhớ nhất trong lịch sử RPG."  Nintendo Power liệt kê kết thúc cho Final Fantasy VI là một trong những kết thúc hay nhất, trích dẫn sự đa dạng của câu chuyện và dàn nhân vật.